# ABCG2
Член 2 подсемейства G ATP-связывающей кассеты (англ. ATP-binding cassette sub-family G member 2, ABCG2, CDw338) — мембранный белок, АТФ-связывающий кассетный транспортёр. Продукт гена человека ABCG2.

## Функции
Мембранный белок ABCG2 относится к подсемейству White суперсемейства АТФ-связывающих кассетных переносчиков (вего существует семь подсемейств: ABC1, MDR/TAP, MRP, ALD, OABP, GCN20, White). 
Участвует в транспорте ксенобиотиков. Может играть роль в возникновении мультилекарственной резистентности на химиотерапевтические агенты, включая митоксантрон и аналоги камптотецина. Высокий уровень экспрессии белка обнаруживается в плаценте, где он участвует в защите плода от ксенобиотиков в материнской крови.
Переносчик также играет защитную роль в блокировке абсорбции на апикальной мембране эпителиальных клеток кишечника, клетками гемато-тестикулярного и гемато-энцефалического барьеров, гемопоэтическими стволовыми клетками и другими стволовыми клатками. На апикальной мембране печени и почек ABCG2 повышает экскрецию ксенобиотиков из организма. В лактирующей молочной железе транспортёр играет роль в экскреции витаминов рибофлавина и биотина в молоко.

## Структура
Белок состоит из 655 аминокислот, содержит один участок гликозилирования, одну внутримолекулярную дисульфидную связь и одну межмолекулярную. Межмолекулярная S-S-связь обеспечивает стабильность димера белка. В основном находится на клеточной мембране как димер, но может образовывать олигомеры вплоть до гомододекамера (12 субъединиц).

## Тканевая специфичность
Высокая экспрессия белка — в плаценте. Более низкая — в тонком кишечнике, печени и толстом кишечнике.